# Rachel Grant
 Rachel Grant, właśc. Rachel Louise Grant de Longueuil (ur. w 1977 w Parañaque na wyspie Luzon) – filipińska i brytyjska aktorka i modelka.
Rachel Grant przeniosła się do Wielkiej Brytanii, kiedy była dzieckiem. Jej ojcem jest emerytowany lekarz, hipnotyzer i szlachcic – Michael Grant, 12. baron de Longueuil.
Rachel Grant występowała w roli Niny, gospodyni Horror Show, także jako nieletnia dziewczyna Bonda w filmie „Die Another Day” i jako profesor Myang Li w popularnej serii Brainiac.